# Fuck You and Die
Fuck You and Die ist eine 2010 gegründete Technical-Death-Metal-Band aus dem baden-württembergischen Schramberg.

## Geschichte
Gegründet wurde die Band Fuck You and Die von dem Schlagzeuger Tobias Schuler, welcher auch aktiv bei Der Weg einer Freiheit spielt, im baden-württembergischen Ort Schramberg. Weitere Musiker sind Giuliano Barbieri (E-Bass), Sascha Rissling (E-Gitarre) – welche beide Der Weg einer Freiheit auf Konzerten unterstützen – sowie Dominik Günter (E-Gitarre) und Roman Hilser (Gesang). Alle Musiker innerhalb der Gruppe, außer Giuliano Barbieri, spielten ursprünglich Gitarre, jedoch wurden sie in den ersten Monaten des Bestehens der Band „umgeschult“.
Noch im Gründungsjahr erschien das Debütalbum Veni Vici, das in Eigenregie veröffentlicht wurde und lediglich als Download erhältlich ist. Ein Demo mit drei Stücken folgte 2011. Am 19. April 2013 musste die Gruppe ein Konzert in Sankt Georgen im Schwarzwald absagen, weil die Stadtverwaltung der Band wegen ihres Namens ein Auftrittsverbot aussprach. Im Vorfeld habe es Beschwerden seitens mehrerer Eltern und der evangelischen Kirche gegeben, weshalb die Stadtverwaltung beschloss, der Gruppe ein Konzertverbot auszusprechen.

„Das Jugendhaus hat einen öffentlichen Auftrag. Fuck You And Die als Bandname – was ist das für eine Botschaft? […] Was denken die (Kriegsflüchtlinge) wohl, wenn im Jugendhaus eine Band mit einem solchen Namen auftritt?“

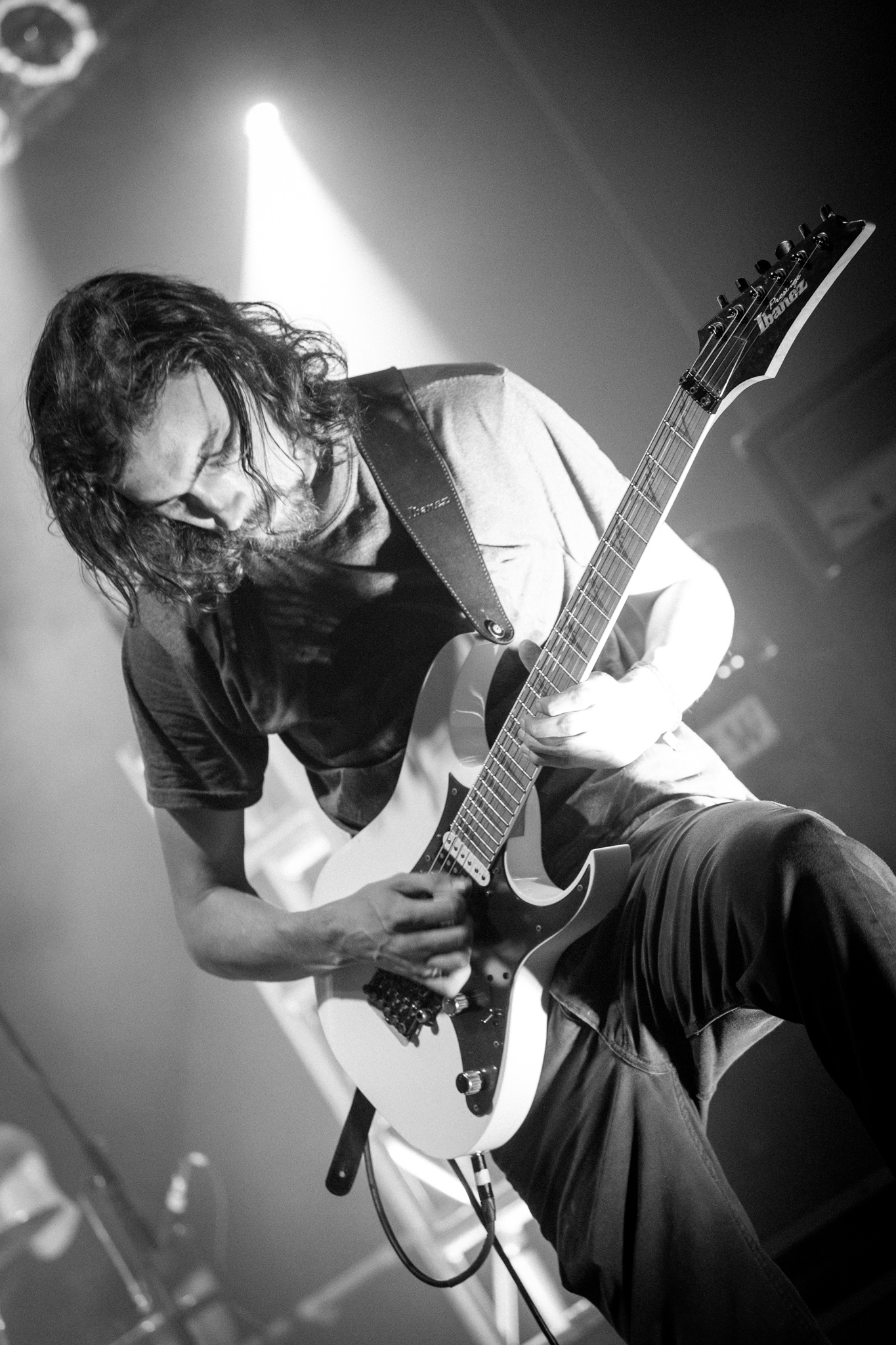
Dominik Günter, 2014

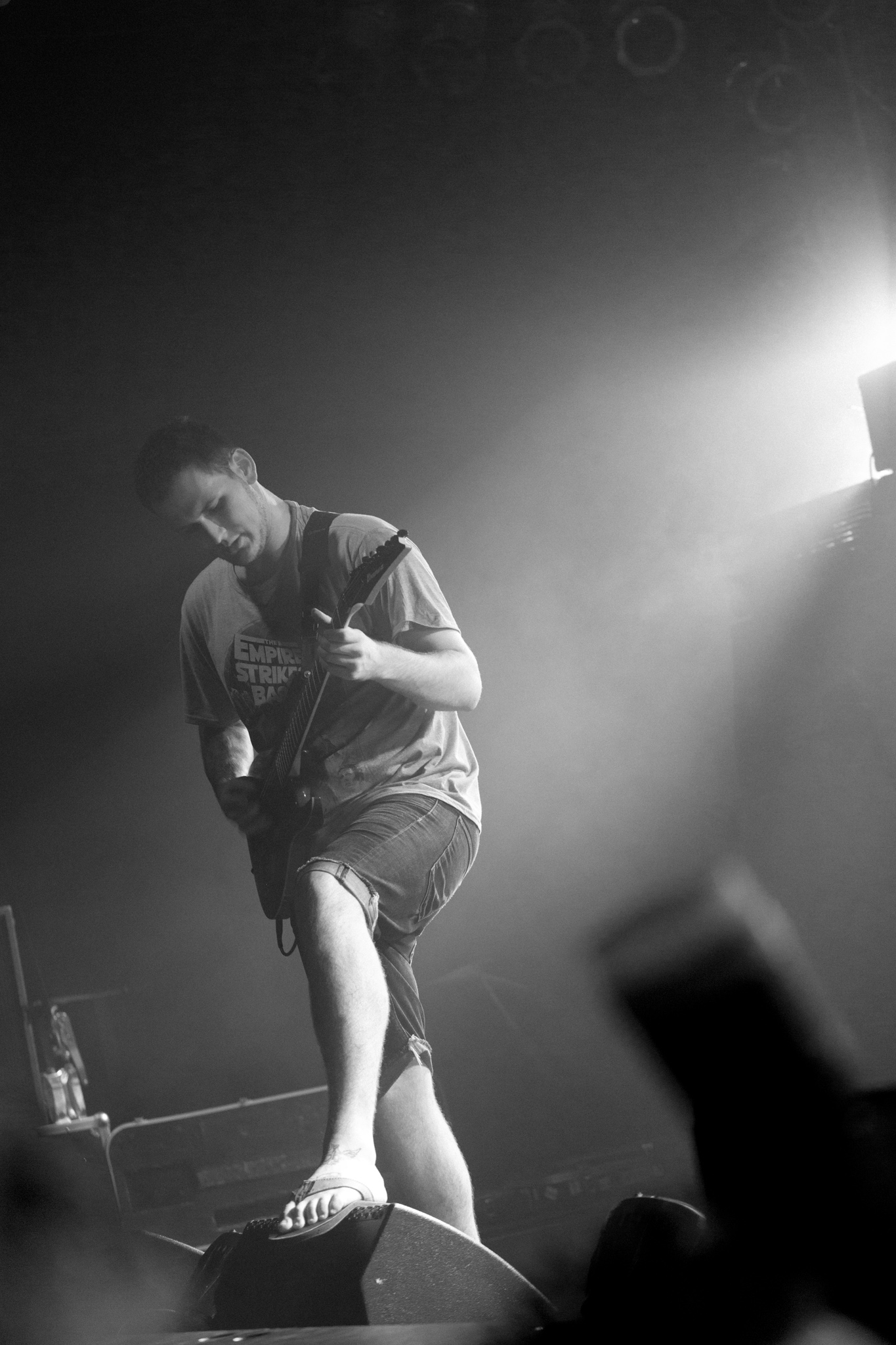
Sascha Rissling, 2014

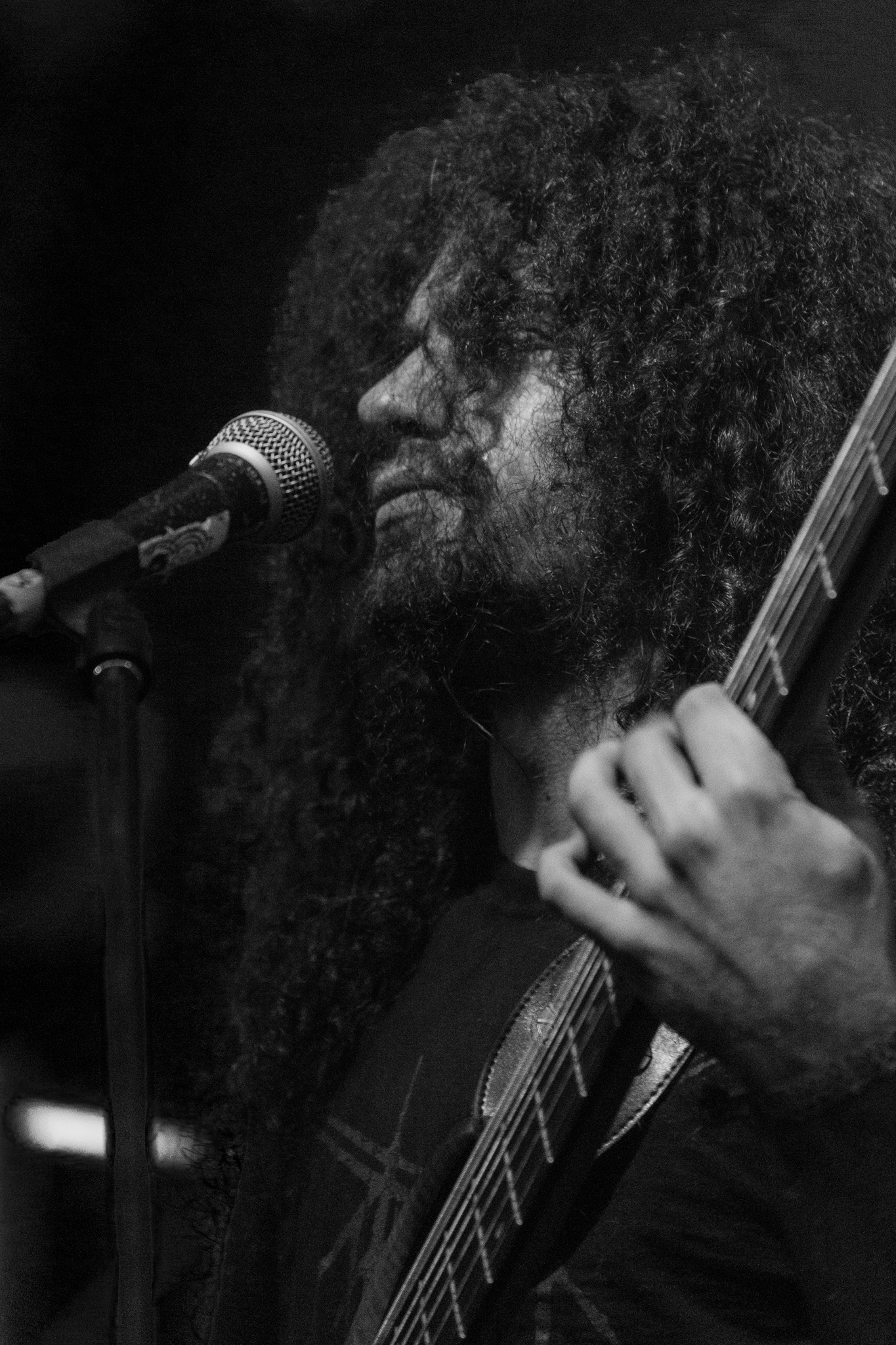
Giuliano Barbieri, 2014

Ein Großteil der Konzertbesucher äußerte Unverständnis gegenüber dem Verbot. Als Ersatz spielte stattdessen Der Weg einer Freiheit. Im Oktober 2013 spielte die Gruppe auf dem Blastnight, einer der Eröffnungsfeiern des Euroblast Festivals in Köln. Dem Pfarrer, welcher schlussendlich ausschlaggebend für die Zwangsabsage des Konzertes war, wurde später ein Lied auf dem zweiten Album Elements of Instability gewidmet.
Im Juli 2013 unterschrieb die Gruppe einen Plattenvertrag beim Stuttgarter Label Supreme Chaos Records. Das zweite Album der Band wurde noch für dasselbe Jahr angekündigt. Ein Musikvideo zum Titel Security Through Obscurity veröffentlicht. Am 8. Mai 2014 spielte die Band erstmals im Ausland. Der Auftritt fand im Rahmen des Tel Aviv Deathfest in Israel statt.
Am 28. August 2014 erschien das zweite Studioalbum der Gruppe unter dem Namen Elements of Instability allerdings nicht über Supreme Chaos Records, sondern bei Astat Entertainment, einem von der Gruppe selbst gegründeten Kleinstlabel. Mit an der Produktion des Albums beteiligt war Christoph Brandes, der bereits mit Necrophagist, Deadborn und Spheron zusammenarbeitete. Am 26. September 2014 spielte die Gruppe ein Releasekonzert in Villingen-Schwenningen, bei dem auch Necrotted und die kubanisch-italienische Grindcore-Band Goblinclit auftraten. Es folgte danach ein Auftritt auf dem Euroblast Festival und ein Konzert in Belgien als Vorgruppe für Dying Fetus und Fallujah.
Mit Stand 2018 war die Band inaktiv, hatte sich aber nicht aufgelöst. Hilser und Barbieri sind parallel als Brannthorde aktiv und veröffentlichten zuletzt im April 2019 eine Single.

## Stil
Fuck You and Die spielen eine Mischung aus Technical Death Metal und Grindcore mit Black-Metal-Einflüssen. Verglichen wird dieser mit Necrophagist, Manowar, Nile und Limbonic Art. Die meisten Stücke der Gruppe erreichen nur die Länge von knapp eineinhalb Minuten, was mehreren Kritikern nicht zusagt. Human Torch etwa, welches auf der 2011 veröffentlichten Demo-EP zu finden ist, hat eine Länge von elf Sekunden. Arne Kupetz vom Legacy hingegen zeigt sich von den Thematiken, die die Stücke der Gruppe aufgreifen, begeistert. Zwar seien Liedtitel wie „Blast mir einen“ oder „Satan muss aus dem Handgelenk kommen“ nicht politisch korrekt und die Texte übertrieben und „herrlich“ provokant gehalten, dennoch nehme die Gruppe die Musik ernst. Im letzten Lied des Albums wendet sich die Gruppe gegen engstirniges Szene-Denken. Laut dem Ox-Fanzine vermischt die Gruppe extremen Metal mit „dümmlichen, menschenverachtenden, asozialen Statements“.
Auch auf dem zweiten Album Elements of Instability wurden Vergleiche mit Necrophagist gemacht. Allerdings sieht Jakob Ehmke, Kritiker bei Powermetal.de, auch Parallelen zu Atheist. Sänger Roman Hilser sagte in einem Interview, dass sie von Gruppen wie The Faceless, Behemoth, Nile, The Reign of Kindo, Wintersun und Cannibal Corpse beeinflusst würden. Die verwendeten Black-Metal-artigen Riffs kommen zustande, da jeder Musiker innerhalb der Gruppe ein weiteres Projekt hat, welches vom Sound her dem Black Metal zugeordnet werden kann. So spielen Giuliano Barbieri, Tobias Schuler und Sascha Rissling bei Der Weg einer Freiheit, während Sänger Roman Hilser das Projekt Brannthorde ins Leben gerufen hat und Giuliano ihn dort musikalisch unterstützt.

## Diskografie
- 2010: Veni Vici (Eigenvertrieb)
- 2014: Elements of Instability (Astat Entertainment)